# Rua do Breiner
A Rua do Breiner é um arruamento na freguesia de Cedofeita da cidade do Porto, em Portugal.

## Origem do nome
A rua vai buscar o seu nome ao governador das Justiças do Porto, Pedro de Melo Breiner, que morreu encarcerado em 1830 por seguir as ideias liberais e o partido de D. Pedro.

## História
A planta redonda do Porto, da autoria de George Balck e datada de 1813, apresenta já a rua do Breiner, se bem que ainda não totalmente concluída. A zona permanecia escassamente urbanizada nos vinte anos subsequentes, como atesta na planta de Clarke, de 1833.
Entre 1928 e 1931 no n.º 16 da rua do Breiner esteve instalada a primeira Faculdade de Letras da Universidade do Porto, escola fundada por Leonardo Coimbra. A proximidade ao edifício histórico da universidade, no qual funcionava a Faculdade de Ciências e os serviços da Reitoria, foi decisiva para a escolha da rua do Breiner para acolher as instalações da FLUP. A faculdade seria, no entanto, extinta em 1931 (só vindo a ser reativada em 1961, já noutro local). Após a extinção da faculdade, o edifício foi ocupado pelo Instituto Industrial do Porto e, a partir de 1968, pela Escola Secundária de Fontes Pereira de Melo. Com a transferência da escola para novas instalações construídas de raiz nas imediações do Estádio do Bessa, em 1987, o edifício ficou devoluto.
No n.º 155 da rua do Breiner funciona há largas décadas British Council - Instituto Britânico do Porto.
Dada a proximidade da rua de Miguel Bombarda, nos últimos anos, o Breiner também tem vindo a experimentar uma expansão comercial e cultural, tornando-se local de fixação de artistas, de abertura de ateliês de conservação e restauro, restaurantes vegetarianos, lojas de estilistas, academias de música e de artes, etc.

## Acessos
- Linhas 300, 301 e 602 dos STCP.